# 上帝的爱
上帝的爱（For the Love of God）是一部由史提芬·范作曲及编曲并演奏的純音樂器乐作品，被认为是他早期生涯中最优秀的作品。曲目长六分钟，并展示了大量的高難度電結他演奏技巧。曲目被收录在专辑中，在1990年發行。